# Scriverò il tuo nome Live
Scriverò il tuo nome Live è il primo album dal vivo del cantante italiano Francesco Renga, pubblicato il 28 aprile 2017 dalla Sony Music.

## Tracce
1. Nuova luce – 3:19 (Davide Petrella, Dario Faini) – inedito in studio
2. Non passa mai – 2:50 (Francesco Renga, Tony Maiello, Marco Rettani, Michele Canova Iorfida) – inedito in studio
3. Così diversa (feat. Elodie) – 3:46 (Francesco Renga, Fortunato Zampaglione) – inedito in studio
4. Intro – 2:41
5. Scriverò il tuo nome – 3:18
6. A un isolato da te – 3:26
7. Il bene – 3:19
8. Ci sarai – 4:13
9. Vivendo adesso – 4:18
10. L'amore altrove – 3:22
11. Il mio giorno più bello nel mondo – 4:00
12. Angelo – 3:21
13. Cancellarti per sempre – 3:52
14. La tua bellezza – 3:33
15. Dovrebbe essere così – 3:02
16. Meravigliosa (la Luna) – 7:02
17. Migliore – 4:31
18. Era una vita che ti stavo aspettando – 3:54
19. Guardami amore – 2:51
20. L'amore sa – 4:32

## Classifiche
| Classifica (2017) | Posizione massima |
| ----------------- | ----------------- |
| Italia            | 2                 |